# Virșli
Virșli sunt un preparat culinar din carne de capră sau oaie în amestec cu carne de vită, înveliți într-o folie naturală protectoare cilindrică. Sunt asemănători crenvurștilor însă ceva mai subțiri și mai lungi, preparați tot în perechi, afumați și condimentați cu boia și usturoi.
Virșli sunt un preparat tradițional din județul Hunedoara din Țara Zarandului, zona Brad, recunoscuți sub denumirea de „Virșli de Brad”, zona Podele, recunoscuți sub denumirea de „Virșli de Podele” și din Țara Hațegului, zona Sălașului, cu denumirea de „Virșli de Sălașu”. Se vând de obicei în târguri și piețe, sunt preparați prin fierbere în apă și se servesc cu muștar, boia și pâine.